# Kalendarium historii nauki
Kalendarium historii nauki – zestawienie wybranych odkryć naukowych i wynalazków, a także terapii medycznych i wydarzeń z zakresu cybernetyki.
Mimo debaty trwającej wiele wieków, kontrowersyjną pozostaje natura twierdzeń matematycznych – przez jednych są one uważane za odkrywane, przez drugich – za tworzone.
Odkrycie jest często mylone z wynalazkiem, który jest nowym rozwiązaniem technicznym nie występującym w naturze takim jak np. żarówka lub tworzywo sztuczne. Odkrycie może być zarówno przypadkowe – dokonane przy okazji prowadzenia badań skierowanych w inną niż odkrycie stronę (np. w ten sposób odkryto promienie X) lub celowe – kiedy sukcesem kończy się program badawczy skierowany od razu na konkretny cel (np. odkrycie pełnej struktury ludzkiego genomu). Wynalazek zawsze powstaje z premedytacją.
Wielokrotnie w historii nauki zdarzały się niezależne, wielokrotne odkrycia tego samego zjawiska przez różnych naukowców. To samo tyczy się wynalazków.

## Historia odkryć naukowych

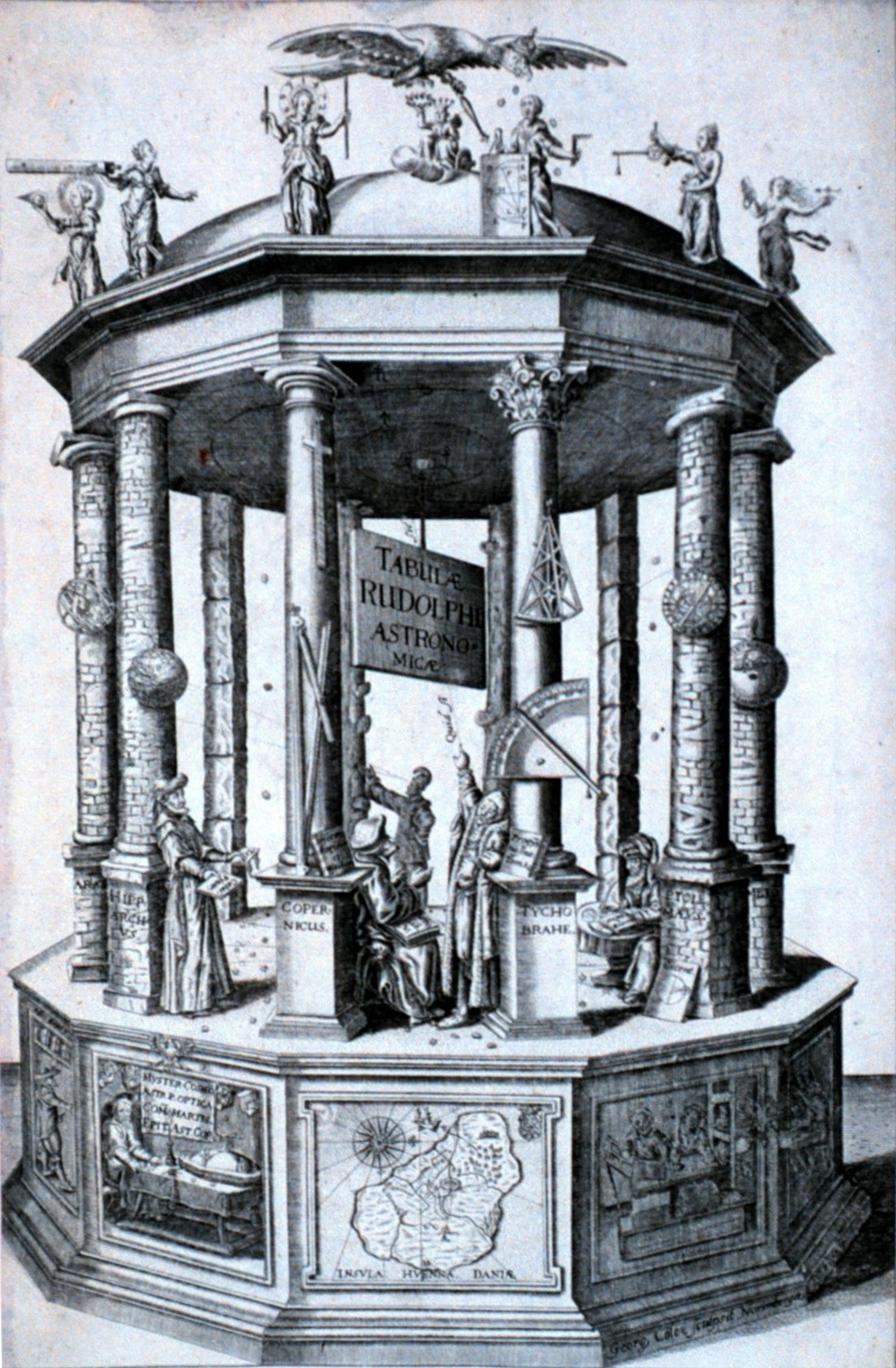
Tabulae Rudolphinae: quibus astronomicae Johannes Kepler, 1571–1630

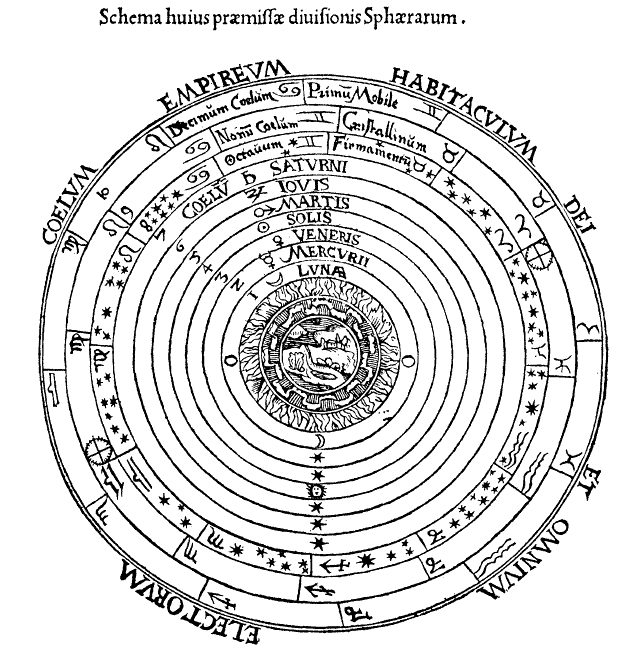
Geocentryczny układ Wszechświata według Klaudiusza Ptolemeusza

### P.N.E.
- ok. 5000 p.n.e. – pierwsze obserwacje astronomiczne – Mezopotamia i Egipt
- ok. 3000 p.n.e. – arytmetyka i geometria – Mezopotamia
- ok. 2000 p.n.e. – opis gwiazdozbiorów – Babilonia
  - Podział roku na 365 dni – Egipt
- XIV w. p.n.e. – Farmacja – Egipt
- VI w. p.n.e. – Twierdzenie matematyczne – Tales z Miletu
- V–IV p.n.e. – medycyna – Hipokrates
- 325 p.n.e. – geometria aksjomatyczna – Euklides
- IV/III p.n.e. – botanika – Teofrast
- 384–322? p.n.e. – prostoliniowe rozchodzenie się światła Euklides
  - spadanie to ruch przyspieszony Arystoteles
- III w. p.n.e. – heliocentryzm – Arystarch z Samos
  - Odkrycia Archimedesa
    - prawo Archimedesa
    - prawa dźwigni
    - prawa równi pochyłej
    - hydrostatyka
    - statyka
    - rachunek nieskończony
- 260 p.n.e. – obliczenie obwodu Ziemi Eratostenes
- 130 p.n.e. – zjawisko precesji Hipparchos z Nikei[2]

### 1–1000
- ok. 1 – załamanie światła Kleomenes
- ok. 100 – maszyny proste Heron z Aleksandrii
- 200 – geocentryczny układ budowy świata – Ptolemeusz – Aleksandria

### 1100
- 1054 – supernowa – Chiny

### 1200
- 1220 – zasada równowagi dźwigni – Jordanus
- 1250 – zjawisko magnetyzmu, własności magnesu – Piotr z Maricourt

### 1300
- 1325–1382 – związek między drogą, prędkością a przyspieszeniem – Oresmius

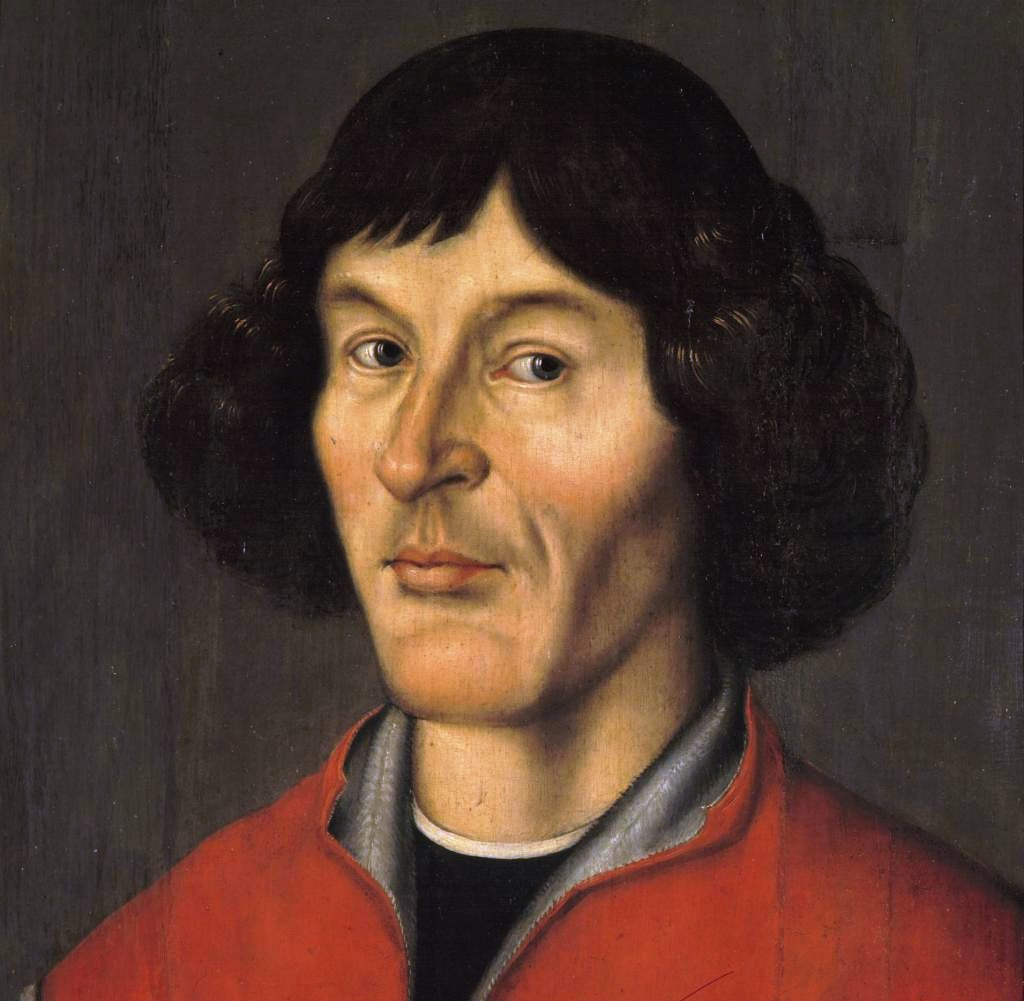
Mikołaj Kopernik

### 1500
- 1526 – Paracelsus: teoria chorób
- 1543 – Mikołaj Kopernik: Teoria heliocentryczna
- 1543 – Vesalius: anatomia człowieka
- 1552 – Miguel Servet: cyrkulacja płucna

### 1600

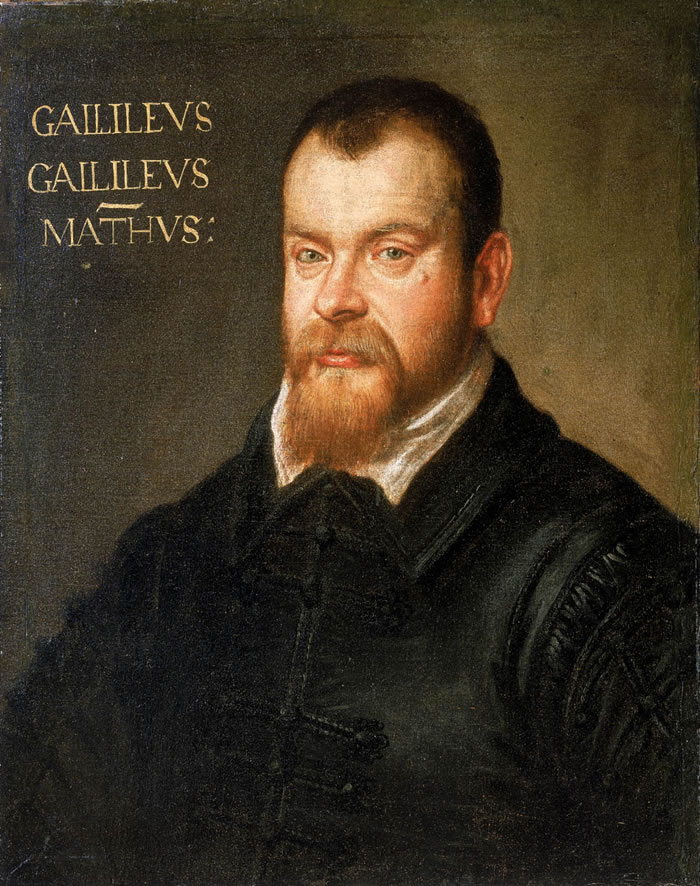
Galileusz

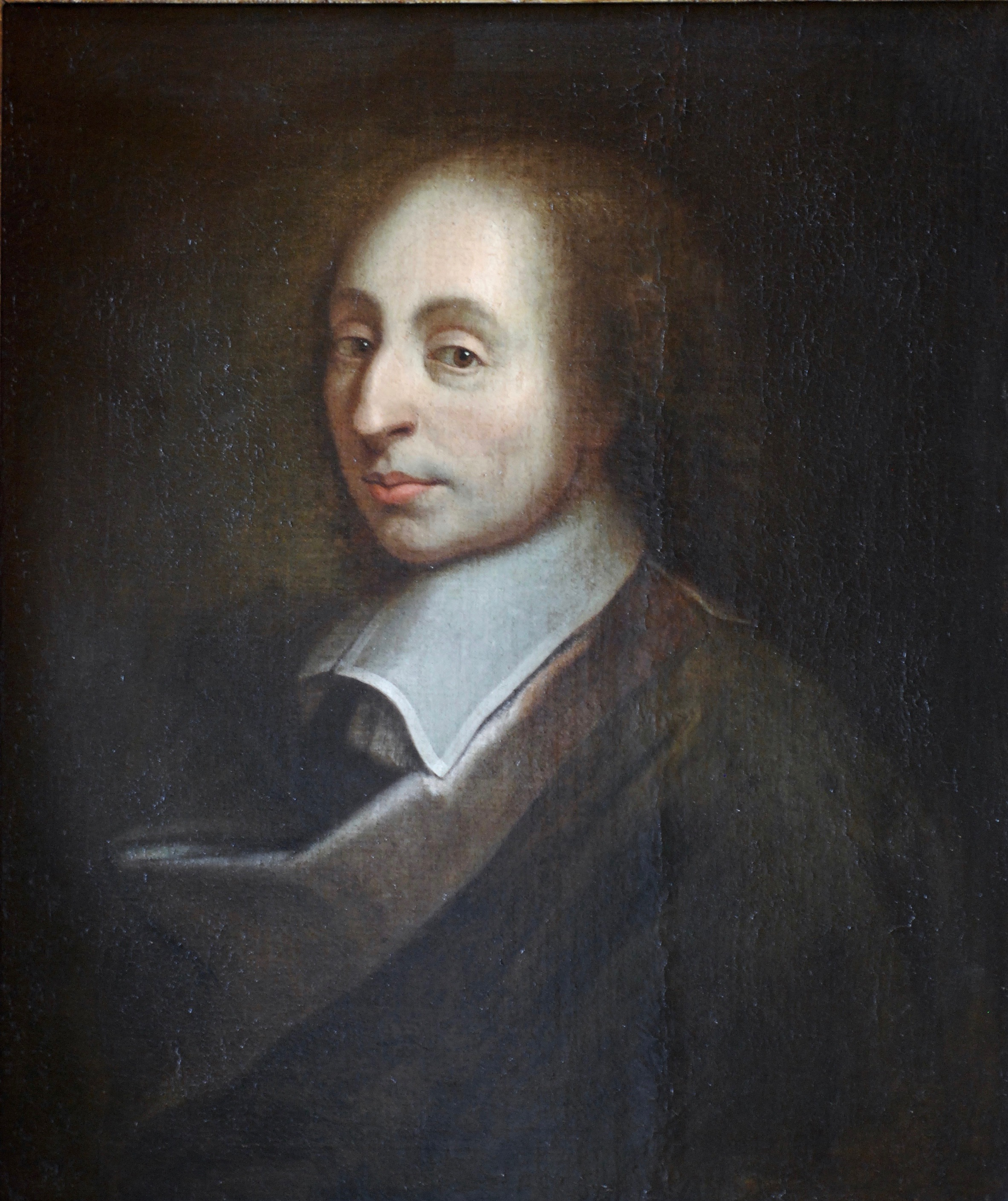
Blaise Pascal

- 1604 – Galileo Galilei: prawo swobodnego spadku; dowiódł, że arystotelesowska hipoteza, że cięższe ciała spadają szybciej jest nieprawdziwa
- 1607 – Galileusz konstruuje termoskop. Urządzenie to nie tylko mierzy temperaturę, ale powoduje zmianę w sposobie myślenia. Do tego momentu uważano ciepło i zimno za Arystotelesowskie elementy (płomień, woda, powietrze, i ziemia) (w 1714 fizyk niemiecki Daniel Fahrenheit skonstruował termometr rtęciowy).
- 1609 – Johannes Kepler: pierwsze dwa prawa Keplera
- 1610 – Galileo Galilei: Sidereus Nuncius: obserwacje
- 1614 – John Napier: użycie logarytmu w obliczeniach
- 1619 – trzecie prawo Keplera
- 1628 – William Harvey: cyrkulacja krwi (krążenie krwi)
- 1637 – René Descartes: dzieło o metodzie naukowej
- 1643 – Evangelista Torricelli, asystent Galileusza, buduje pierwszy barometr. Zmiany słupa rtęci obserwowane w urządzeniu Toricelliego pokazują po raz pierwszy, że ciśnienie atmosferyczne zmienia się w czasie.
- 1644 – René Descartes: geometria analityczna
- 1648 – Blaise Pascal odkrywa, że ciśnienie atmosferyczne spada z wysokością i twierdzi, że ponad atmosferą musi być próżnia.

### 1650
- 1662 – Robert Boyle: prawo gazów doskonałych
- 1665 – Philosophical Transactions of the Royal Society pierwsze recenzowane czasopismo naukowe
- 1666 – Newton: prawo powszechnego ciążenia; wszystkie obiekty oddziaływają na siebie grawitacyjnie
- 1666 – Gottfried Leibniz: rachunek różniczkowy
- 1672 – Regnier de Graaf odkrył w jajnikach kobiet i samic wielu ssaków kuliste twory obecnie zwane pęcherzykami Graafa
- 1675 – Leibniz, Newton: rachunek różniczkowy
- 1676 – Ole Rømer: pierwsze pomiary prędkości światła
- 1687 – Newton: zasady ruchu Newtona

### 1700

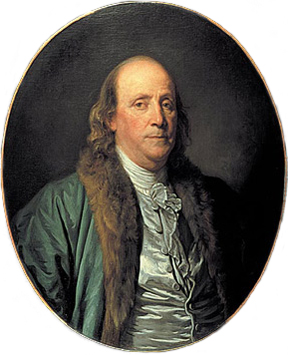
Benjamin Franklin

- 1714 – Gabriel Fahrenheit: termometr
- 1745 – Ewald Jürgen Georg von Kleist: butelka lejdejska
- 1750 – Joseph Black: ciepło utajone
- 1751 – Benjamin Franklin: opis wyładowań atmosferycznych
- 1757 – Albrecht von Haller: neurologia
- 1766 – Henry Cavendish: wodór
- 1771 – Karl Scheele: tlen
- 1785 – William Herschel: mgławica Stożek oraz pierwszy biały karzeł (40 Eridani)
- 1787 – Jacques Charles: prawo Charles’a prawo gazów doskonałych
- 1789 – Antoine Lavoisier: zasada zachowania masy
- 1791 – Luigi Galvani: opublikował „Komentarz o efektach elektrycznych ruchu mięśni” dot. odkrytego zjawiska pobudzenia elektrycznego narządów
- 1796 – Edward Jenner: szczepienie ochronne

### 1800

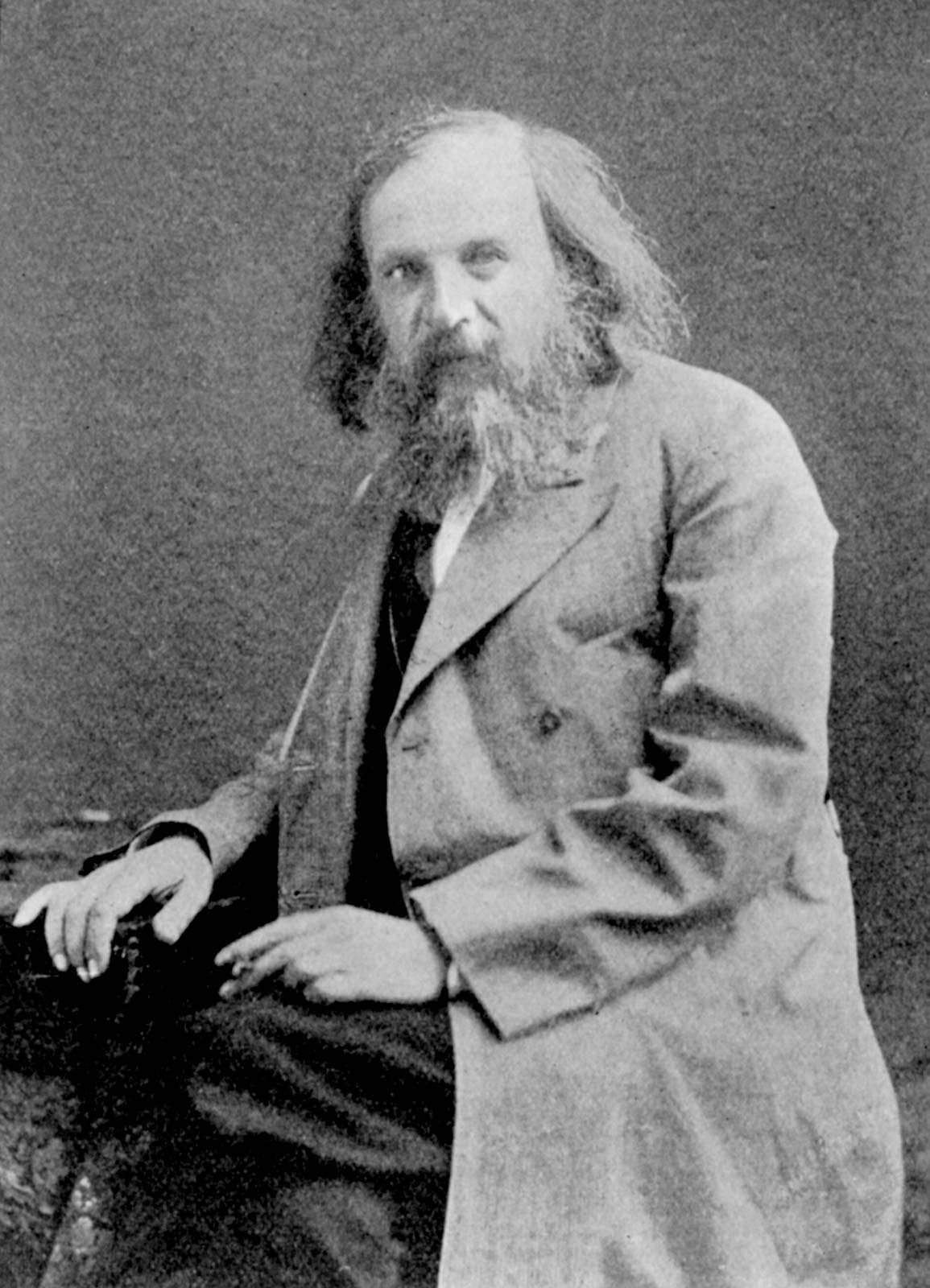
Dymitr Mendelejew

- 1800 – Alessandro Volta: bateria elektryczna
- 1801 – Thomas Young dokonał opisu astygmatyzmu
- 1805 – John Dalton: teoria atomowa w chemii
- 1808 – Étienne Louis Malus: polaryzacja światła
- 1811 – Amadeo Avogadro: prawo Avogadra
- 1811 – Bernard Courtois: jod
- 1815 – Augustin Jean Fresnel: interferencja i dyfrakcja światła
- 1818 – Jöns Jacob Berzelius: ciężar atomu
- 1819 – Hans Christian Oersted: elektromagnetyzm
- 1820 – Ampère Andrè Marie: odkrył wzajemne oddziaływanie przewodników, przez które przepływa prąd elektryczny (prawo Ampère’a)
- 1821 – Thomas Johann Seebeck: zjawisko Seebecka
- 1827 – Amadeo Avogadro: prawo Avogadra
- 1827 – Georg Ohm: opór elektryczny
- 1828 – Jöns Jacob Berzelius: pierwiastek chemiczny tor
- 1828 – Friedrich Wöhler: synteza mocznika, co spowodowało zmiany w myśleniu o witalizmie
- 1824 – Carnot: opisał cykl Carnota
- 1827 – Georg Ohm: Prawo Ohma (elektryczność)
- 1831 – Michael Faraday: indukcja elektromagnetyczna
- 1831 – Justus von Liebig: analiza elementarna
- 1831 – Robert Brown: jądro komórkowe
- 1833 – Anselme Payen: wyizolował pierwszy enzym enzyme
- 1833 – Friedlieb Ferdinand Runge: anilina
- 1834 – William Rowan Hamilton: sformułował zasadę najmniejszego działania (zasada Hamiltona)
- 1838 – Matthias Schleiden: wszystkie rośliny zbudowane są z komórek
- 1840 – Henriego Regnault: francuscy chemicy, odkryli Czterochlorek węgla (tetra)
- 1841 – Rudolf Albert von Koelliker: plemniki
- 1842 – Christian Doppler: efekt Dopplera, akustyka
- 1843 – James Prescott Joule: Zasada zachowania energii, pierwsze prawo termodynamiki

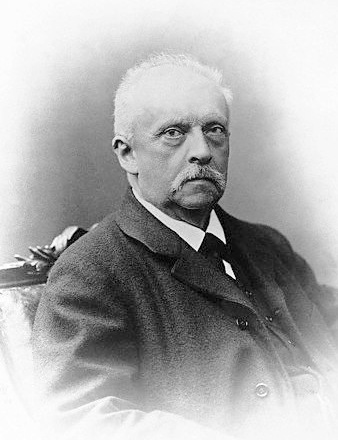
Hermann von Helmholtz
(1821–1894)

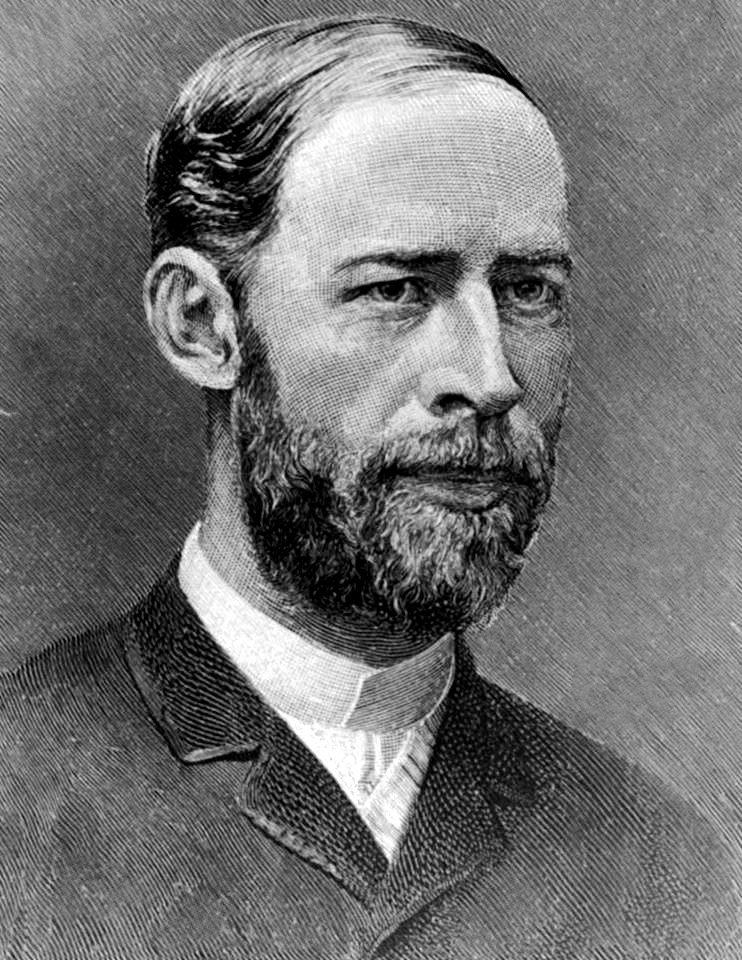
Heinrich Rudolf Hertz
(1857–1894)

- 1847 – Hermann von Helmholtz: zasada zachowania energii
- 1846 – William Morton: odkrycie anestezji
- 1848 – Lord Kelvin: temperatura zera bezwzględnego

### 1850
- 1851 – Rudolf Clausius podał jedno ze sformułowań II zasady termodynamiki
- 1852 – Robert Remak: podział komórki
- 1853 – Ignacy Łukasiewicz: benzyna i nafta; składniki ropy naftowej
- 1856 – William Perkin: barwnik anilinowy
- 1858 – Rudolf Virchow: komórki mogą powstać tylko z już istniejących komórek
- 1858/1859 – Charles Darwin i Alfred Russel Wallace: teoria ewolucji przez selekcję naturalną
- 1859 – Gustaw Robert Kirchhoff: prawo Kirchhoffa (promieniowanie), analiza spektralna
- 1861 – ignaz Semmelweis: aseptyka
- 1863 – Louis Pasteur: odkrył zjawisko pasteryzacji
- 1865 – Gregor Mendel: mendlowskie zasady genetyki (prawa Mendla)
- 1867 – Joseph Lister: antyseptyka
- 1869 – Dmitrij Iwanowicz Mendelejew: układ okresowy pierwiastków

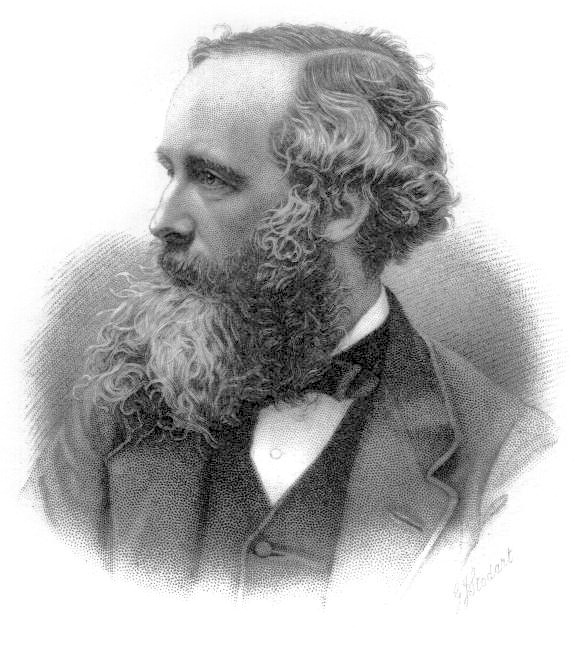
James Clerk Maxwell
(1831–1879)

- 1873 – James Clerk Maxwell: teoria elektromagnetyzmu (równania Maxwella)
- 1873 – Van der Waals: równanie stanu gazu rzeczywistego
- 1876 – Josiah Willard Gibbs: podstawy termodynamiki chemicznej i przejść fazowych
- 1877 – Ludwig Boltzmann: statystyczna definicja entropii
- 1882 – Robert Koch: prątek gruźlicy
- 1883 – Zygmunt Wróblewski i Karol Olszewski: skroplenie powietrza
- 1885 – Ludwik Pasteur opracował szczepionkę przeciw wściekliźnie
- 1888 – Heinrich Rudolf Hertz odkrył przewidziane przez Maxwella fale elektromagnetyczne
- 1890 – James Alfred Ewing odkrył zjawisko histerezy
- 1892 – Emil von Behring: surowica przeciwbłonicza

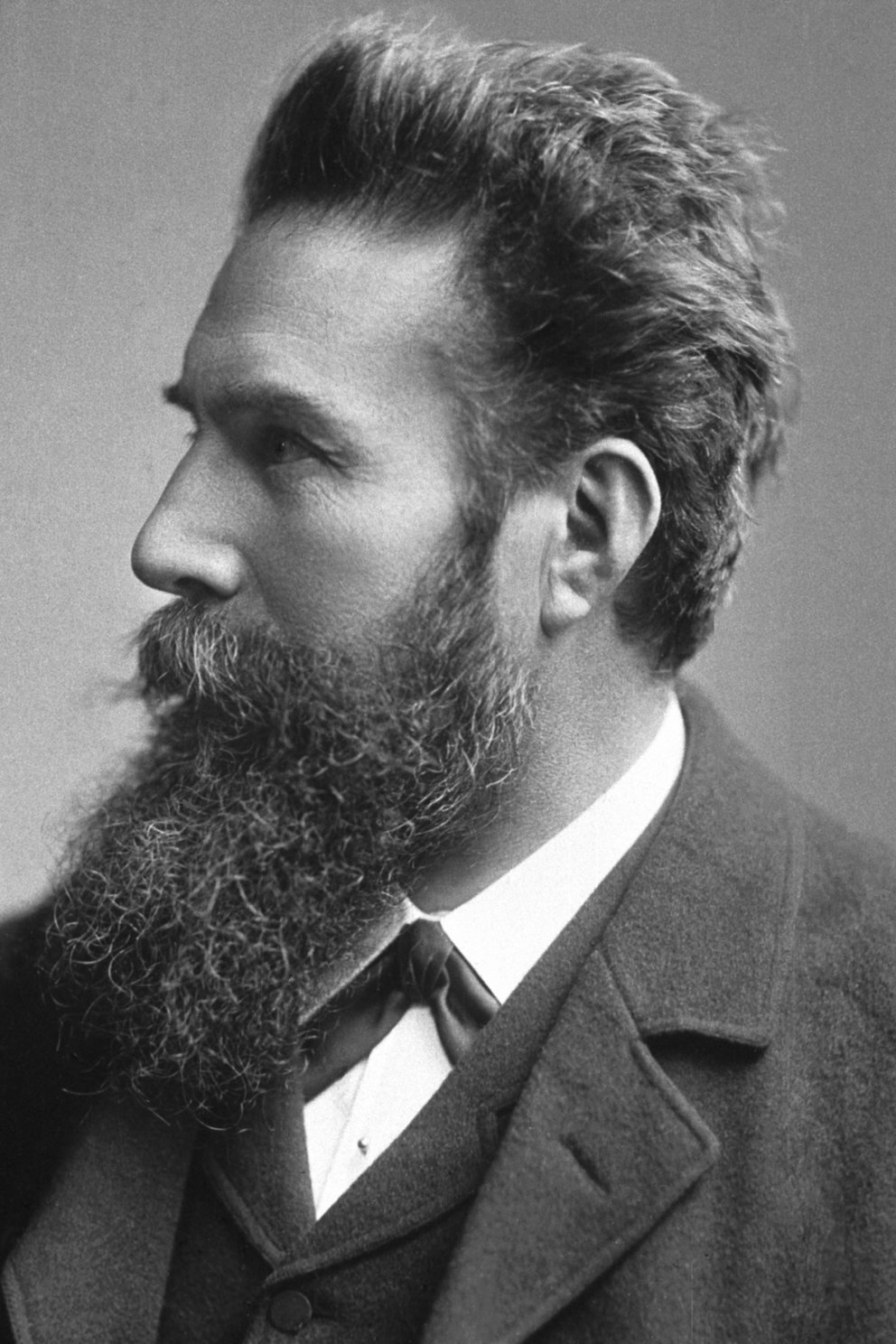
Wilhelm Conrad Röntgen
(1845–1923)

- 1895 – Wilhelm Röntgen: promieniowanie rentgenowskie (promienie X)
- 1895 – Hendrik Lorentz: teoria elektronowa
- 1896 – Zygmunt Freud opracował zasady psychoanalizy
- 1896 – Henri Becquerel: zjawisko radioaktywności
- 1897 – Joseph John Thomson: elektron
- 1898 – Maria Skłodowska-Curie i Piotr Curie: polon i rad
- 1898 – Camillo Golgi: aparat Golgiego

### 1900

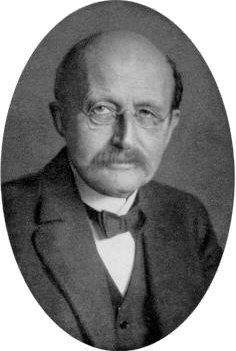
Max Planck

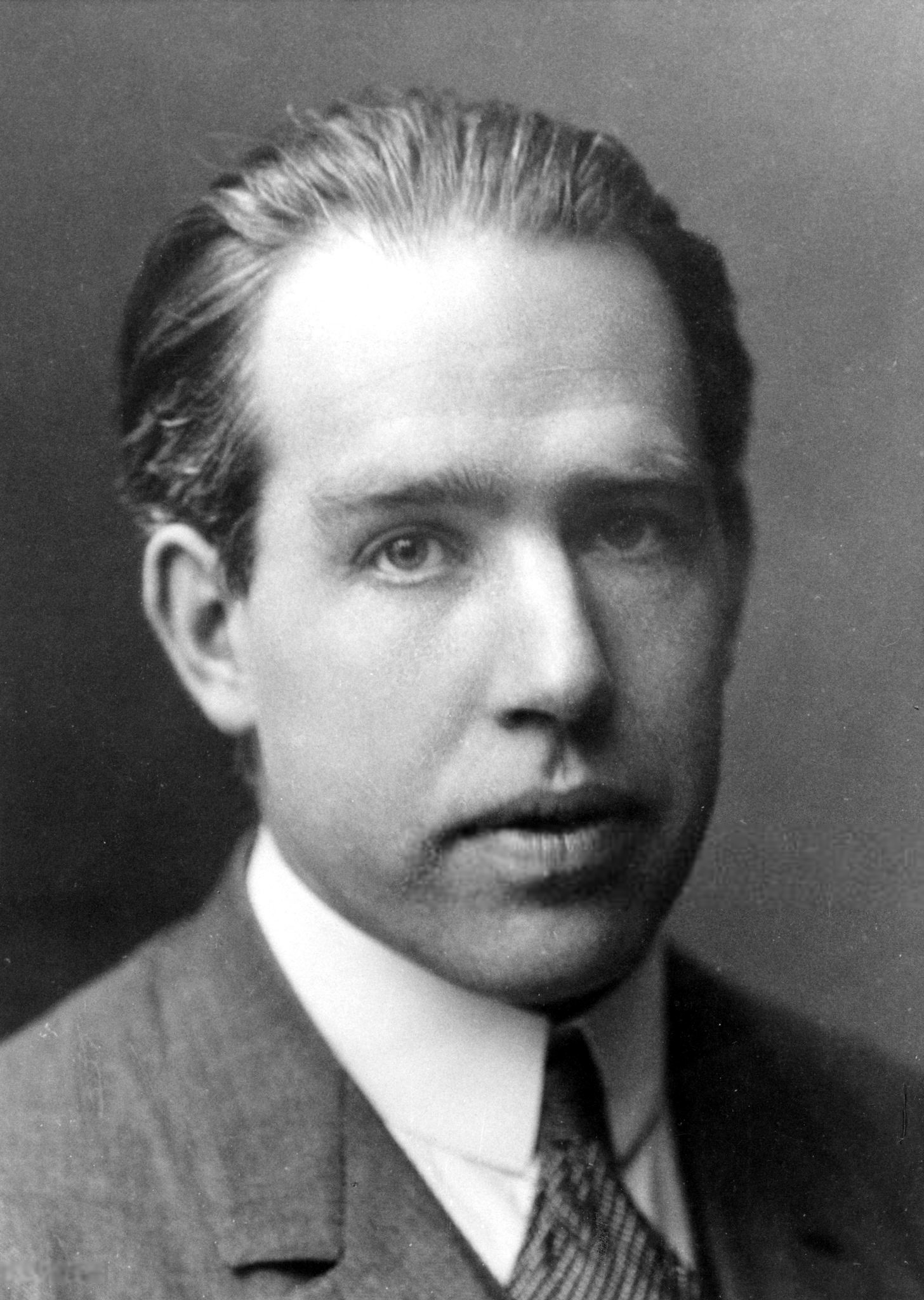
Niels Bohr

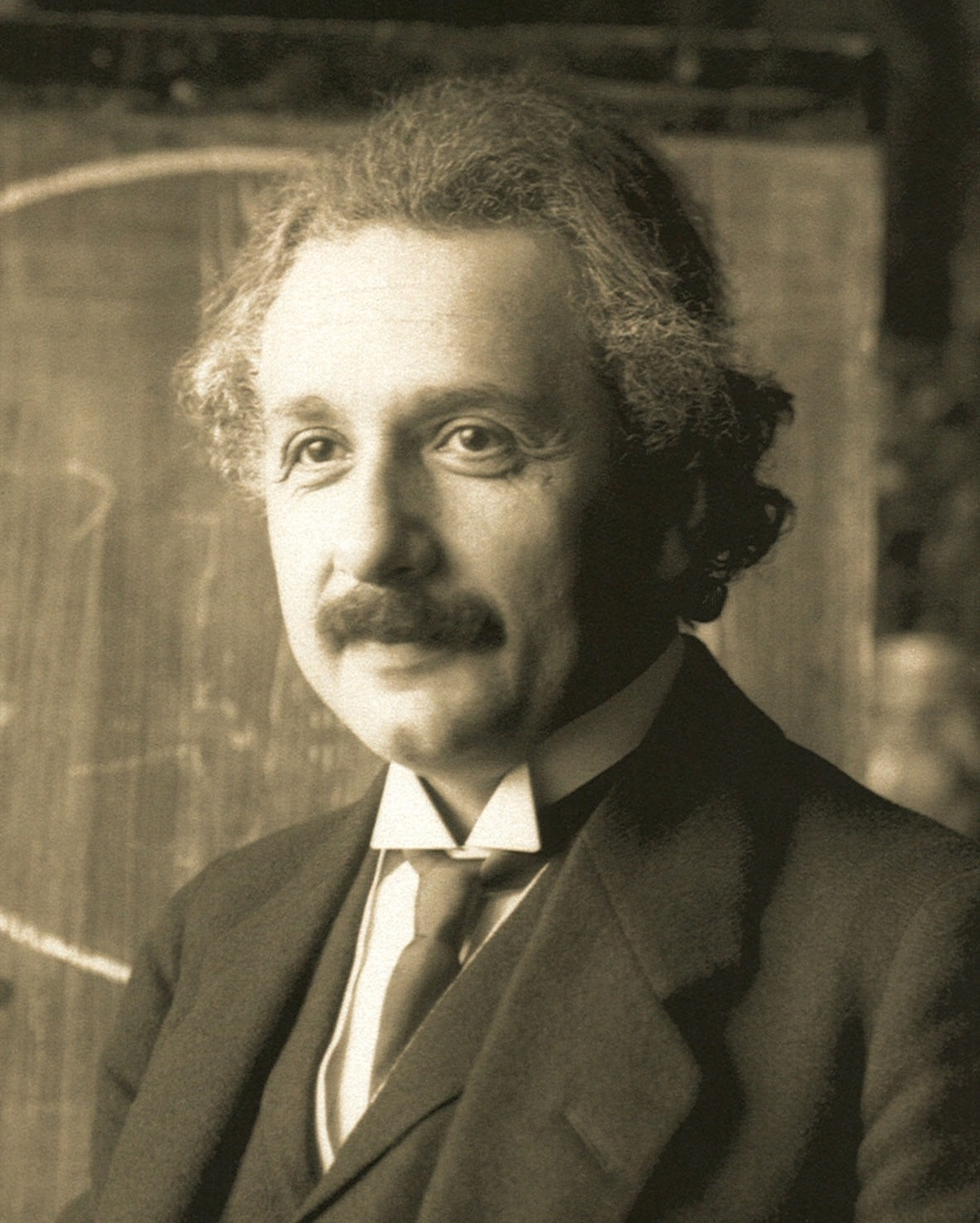
Albert Einstein

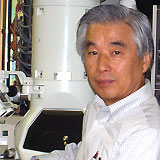
Sumio Iijima – odkrywca nanorurek węglowych

- 1900 – Max Planck: prawo Plancka, promieniowanie ciała doskonale czarnego
- 1904 – Theodor Boveri: chromosomy
- 1905 – Albert Einstein: szczególna teoria względności, wyjaśnienie ruchu Browna, i opisanie zjawiska fotoelektrycznego
- 1906 – Walther Nernst: trzecia zasada termodynamiki
- 1911 – Heike Kamerlingh Onnes: nadprzewodnictwo
- 1911 – Ernest Rutherford: budowa atomu
- 1911 – Kazimierz Funk: witaminy
- 1912 – Alfred Wegener: dryf kontynentalny
- 1912 – Max von Laue: dyfrakcja promieniowania rentgenowskiego
- 1913 – Henry Moseley: zdefiniował liczbę atomową
- 1913 – Niels Bohr: model Bohra, model atomu
- 1915 – Albert Einstein: ogólna teoria względności
- 1918 – Emmy Noether: twierdzenie Noether – zasady zachowania
- 1918 – Lise Meitner wspólnie z Otto Hahnem odkryła pierwiastek protaktyn.
- 1920 – Jan Łukasiewicz, Emil L. Post: logika wielowartościowa
- 1924 – Werner Heisenberg: mechanika kwantowa
- 1924 – Wolfgang Pauli: zasada Pauliego w mechanice kwantowej
- 1925 – Erwin Schrödinger: równanie Schrödingera w mechanice kwantowej
- 1925 – Ida Tacke Noddack: pierwiastek ren
- 1927 – Werner Heisenberg: zasada nieoznaczoności w mechanice kwantowej
- 1927 – Georges Lemaître: teoria big bangu powstania wszechświata
- 1928 – Paul Dirac: równanie Diraca w mechanice kwantowej
- 1928 – Alexander Fleming: penicylina
- 1929 – Edwin Hubble: prawo Hubble’a o rozszerzającym się wszechświecie
- 1930 – Pluton: planeta karłowata. Został odkryty w 1930 roku przez amerykańskiego astronoma Clyde’a Tombaugha
- 1931 – Harold Clayton Urey: ciężka woda (Nagroda Nobla1934)
- 1932 – Carl David Anderson: pozyton, pierwsza antycząstka
- 1932 – James Chadwick: neutron
- 1938 – Otto Hahn, F. Strassmann: rozszczepienie jądra atomowego
- 1938 – Setha Barnesa Nicholsona z Mount Wilson Observatory: Lizytea – księżyc Jowisza
- 1939 – Marguerite Perey: nowy pierwiastek frans
- 1943 – Oswald Avery: udowadnia, że DNA jest materiałem genetycznym chromosomu
- 1947 – William Shockley, John Bardeen and Walter Brattain: tranzystor (ostrzowy)
- 1948 – Norbert Wiener: podstawy cybernetyki
- 1948 – Claude Elwood Shannon: teoria informacji

### 1950
- 1952 – Marian Danysz, J. Pniewski: hiperjądro
- 1953 – Watson i Crick: struktura DNA, podstawa biologii molekularnej
- 1953 – M. Ventris, J. Chadwick odczytanie pisma linearnego B
- 1957 – J. Bardeen, L. Cooper, J. Schriffer: teoria nadprzewodnictwa
- 1958 – pasy Van Allena
- 1961 – Dorothy Mary Crowfoot Hodgkin za pomocą analizy rentgenostrukturalnej jako pierwsza odkryła, że witamina B12 jest związkiem metaloorganicznym, gdyż zawiera bezpośrednie wiązanie chemiczne między atomem metalu kobaltu i atomem węgla
- 1964 – Arno Penzias oraz Robert Woodrow Wilson: doświadczalne potwierdzenie hipotezy Wielkiego Wybuchu
- 1965 – Richard Feynman: elektrodynamika kwantowa
- 1965 – Leonard Hayflick: ograniczenie na liczbę podziałów komórki: limit Hayflicka
- 1967 – Jocelyn Bell Burnell oraz Antony Hewish odkrywają pierwszy pulsar
- 1974 – R.A. Hulse, J.H. Taylor podwójny pulsar
- 1977 – Robert Edwards i Patrick Steptoe: pierwsze zapłodnienie pozaustrojowe (in vitro) człowieka (Louise Brown)
- 1984 – Kary Mullis odkrywa Reakcję łańcuchową polimerazy (Polymerase Chain Reaction – PCR), podstawowe odkrycie w biologii molekularnej
- 1985 – Elizabeth Blackburn i Carol W. Greider są współodpowiedzialne za odkrycie telomerazy (w 2009 roku otrzymali Nagrodę Nobla z dziedziny medycyny)
- 1985 – Harold Kroto z Uniwersytetu Sussex, Richard Smalley – fulereny; (w 1996 roku otrzymali Nagrodę Nobla z dziedziny chemii)
- 1986 – nadprzewodnictwo w 30 kelwinach
- 1991 – Sumio Iijima: nanorurki węglowe
- 1992 – Aleksander Wolszczan: planety pozasłoneczne
- 1997 – Ian Wilmut klonuje owcę Dolly

### 2000
Przełom roku według Science:
- 2001 – nanoobwody
- 2002 – małe RNA
- 2003 – ciemna energia
- 2004 – Spirit ląduje na Marsie
- 2005 – genom szympansa, genom wirusa grypy hiszpanki i wpływ pojedynczego genu na powstanie nowych gatunków ryb
- 2006 – dowód hipotezy Poincarego
- 2007 – zmienność ludzkiego genomu
- 2008 – dyferencjacja
- 2009 – Ardipithecus ramidus
- 2010 – maszyna kwantowa

W 2010 roku Science opublikowało listę 10 najważniejszych odkryć dekady: rola śmieciowego DNA, precyzyjna kosmologia, prehistoryczne DNA, woda na Marsie, terapia genowa, mikrobiom człowieka, egzoplanety, rola reakcji zapalnej, metamateriały, globalne ocieplenie.

### 2010
Przełom roku według Science:
- 2011 – próba kliniczna HPTN 052
- 2012 – bozon Higgsa
- 2013 – immunoterapia nowotworowa